# Hotell Kung Carl

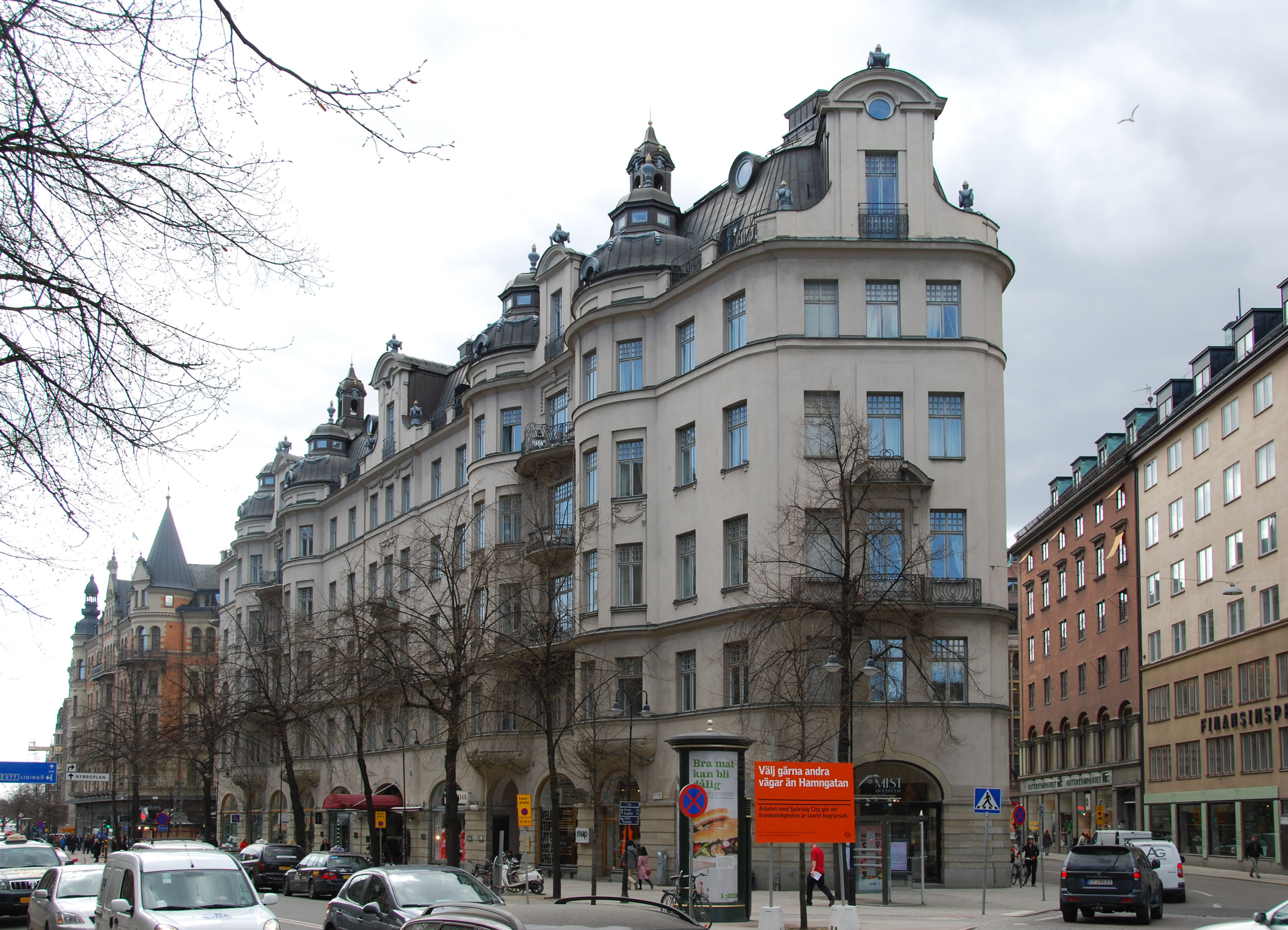
Hotell Kung Carl

Hotell Kung Carl, WorldHotels Crafted  är ett hotell på Birger Jarlsgatan 21 vid Stureplan i Stockholm. I hotellet finns en konferens- och festvåning och i anslutning till hotellet ligger restaurang Kung Carls Bakficka. 
Hotell Kung Carl grundades 1866 av vinagenten Johan Ludvig Lundberg (1822-1880) på Malmtorgsgatan 10 vid Brunkebergs torg i Stockholm. Arkitekt var Johan Fredrik Åbom. Hotellet uppkallades efter den regerande monarken Karl XV. Till hotellet hörde restaurang och kafé. Den förste hotellvärden var Georg Hjalmar de la Rose (1839–1903), som snart lämnade över till Edvard Josephson som var hotellvärd under perioden 1868–1882.
Hotell Kung Carl flyttade 1925 till lokaler på Birger Jarlsgatan 23, tidigare Hotel Clara Larson. Huset uppfördes 1903 och ritades av stockholmsbyrån Hagström & Ekman.
Nuvarande ägare har innehaft Hotell Kung Carl sedan 1977. Hotellets entré flyttades 1996 till Birger Jarlsgatan 21. En expansion av hotellet har skett successivt inom fastigheten.